# Lyndsey Marshal
Lyndsey Marshal est une actrice britannique née le 16 juin 1978 à Manchester en Angleterre.

## Biographie
Après avoir effectué des études en archéologie, Lyndsey Marshal décide de faire des études d'art. Ses prestations dans plusieurs pièces de théâtre lui ont valu de remporter un Critics Circle Theatre Award en 2001. En 2003, elle gagne le TMA Theatre Award de la meilleure actrice dans un second rôle avec la pièce Le Songe d'une nuit d'été.
Lyndsey Marshal débute au cinéma en 2002 avec un rôle dans le film The Hours, aux côtés de Nicole Kidman. Elle se fait connaître par le biais de la télévision avec le personnage de Cléopâtre qu'elle incarne dans la série télévisée Rome de 2005 à 2007, puis par celui de Lady Sarah Hill dans Garrow's Law (2009-2011).
En 2010, elle joue au cinéma  dans le film de Clint Eastwood Au-delà, dont le casting réunit Matt Damon  et Cécile de France.
En 2012, Lyndsay Marshal fait partie du casting de la mini série télévisée Titanic où elle interprète le rôle de Mabel Watson.
Elle a par ailleurs interprété  Agatha Christie dans le téléfilm La malédiction d'Ishtar (2019).

## Filmographie

### Cinéma
- 2002 : The Hours : Lottie Hope
- 2004 : The Calcium Kid : Mags Livingston
- 2005 : Stories of Lost Souls : Simon's Girlfriend (segment "Standing Room Only")
- 2005 : Frozen : Tracey
- 2005 : Born and Bred (série télévisée) : Mary Pilling
- 2005 : Festival : Faith Myers
- 2005 : Snuff-Movie : X
- 2008 : 1234 : Emily
- 2010 : Au-delà (Hereafter) de Clint Eastwood : Jackie
- 2012 : In the Dark Half : Kathie
- 2014 : The Forgotten (en) : Sarah
- 2015 : Trespass Against Us : Sarah
- 2017 : À ceux qui nous ont offensés : Kelly Cutler
- 2019 : The Invisible : Tor Irving
- 2024 : Restless : Nikki
- Prochainement : To Love a Narcissist : Charlotte
- Prochainement : Truly Naked : Julia

### Télévision
- 2000 : Peak Practice (série télévisée) : Natalie Pearce
- 2002 : The Gathering Storm (téléfilm) : Peggy
- 2002 : Inspecteur Barnaby (série télévisée) : Emma Tysoe
- 2003 : Sons & Lovers (téléfilm) : Miriam Leivers
- 2003 : The Young Visiters (téléfilm) : Ethel Monticue
- 2005 : Hercule Poirot (série télévisée, épisode Cartes sur table) : Anne Meredith
- 2007 : Green (téléfilm) : Izzie
- 2005- 2007 : Rome (série télévisée) (5 épisodes) : Cléopâtre.
- 2007 : The Shadow in the North (téléfilm) : Isabel Meredith
- 2008 : Kiss of Death (téléfilm) : George Austen
- 2008 : Marple: Murder Is Easy (téléfilm) : Amy Gibbs
- 2009 : A Short Stay in Switzerland (téléfilm) : Jessica
- 2009 : 10 Minute Tales (série télévisée) : Gemma
- 2009 - 2011 : Garrow's Law (série télévisée) (12 épisodes) : Lady Sarah Hill
- 2010 : Being Human : La Confrérie de l'étrange (série télévisée) (8 épisodes) : Lucy
- 2012 : The Cricklewood Greats (téléfilm) : Florrie Fontaine
- 2012 : Titanic (mini-série, 2012) de Jon Jones (téléfilm) : Mabel Watson
- 2012 : The Fuse (série télévisée) : Lucy
- 2014 : Tuby and Enid (téléfilm)
- 2014 : That Day We Sang (téléfilm) : Sal
- 2016 : From Darkness (série télévisée) (3 épisodes)  : Lucy Maxley
- 2016 : Affaires non classées (série télévisée) (2 épisodes)  : Sasha Blackburn
- 2017 : Le Club des Gentlemen (série télévisée) (3 épisodes)  : Ellie
- 2018 : Trauma (série télévisée) (3 épisodes)  : Suzie Bowker
- 2019 : Hanna (série télévisée) (3 épisodes) : Rachel
- 2019 : La malédiction d'Ishtar : Agatha Christie
- 2020 : Dracula (mini-série) (1 épisode) : Bloxham
- 2022 : Inside Man (mini-série) : Mary Watling
- 2024 : Inside No. 9 (série télévisée) (1 épisode) : Laura
- 2024 : Insomnia (série télévisée) (6 épisodes) : Caroline Mitchell